# Остерхёйс, Трейнтье
Юдит Катрейнтье «Трейнтье» Остерхёйс (нидерл. Judith Katrijntje «Trijntje» Oosterhuis; 5 февраля 1973, Амстердам, Нидерланды) — нидерландская певица.

## Биография и карьера
Юдит Катрейнтье Остерхёйс родилась 5 февраля 1973 года в Амстердаме (Нидерланды) в семье богослова Хуба Остерхёйса (1933—2023) и скрипачки Джозефин Остерхёйс. У Трейнтье есть старший брат — музыкант Тьерд Остерхёйс (род.1971), с которым она основала музыкальную группу «Total Touch» в конце 1980-х годов. Представляла Нидерланды на Евровидение 2015 с песней «Walk Along», но из-за низкого места в полуфинале в финал пройти не смогла.

## Личная жизнь
В 2002—2012 года Трейнтье была замужем за Сандером ван ден Эденом. В этом браке Остерхёйс родила двух сыновей — Йонаса Йонатана ван ден Эдена (род.17.09.2004) и Марейна Беньямина ван ден Эдена (род.31.07.2006).
В настоящее время Трейнтье состоит в фактическом браке с Элвином Льюисом. В мае 2015 года стало известно, что пара ожидает появления своего первенца и третьего ребёнка для Остерхёйс. В декабре того же года она родила дочку Маёль Джони.